# Сацисквило
Сацисквило (груз. საწისქვილო) — село в Грузии, на территории Хонийского муниципалитета края (мхаре) Имеретия.

## География
Село находится в западной части Грузии, на правом берегу реки Окаце, на расстоянии приблизительно 17 километров (по прямой) к северо-востоку от города Хони, административного центра муниципалитета. Абсолютная высота — 656 метра над уровнем моря.

## Население
По результатам официальной переписи населения 2014 года, в Сацисквило проживало 79 человек (41 мужчина и 38 женщин). В национальной структуре населения грузины составляли 100 %.
| Год  | Население, человек |
| ---- | ------------------ |
| 2002 | 111                |
| 2014 | ↘ 79               |